# 최순영 (국악인)
최순영(崔淳永, 1864년~1940년)은 조선 말(고종), 일제강점기 시대 피리의 명인이다. 자는 ‘경화(景和)’, 본명은 ‘순룡(淳龍)’이다. 본관은 전주이고, 서울 출생이다. 1875년(고종 12년) 장악원 악공이 되어 피리를 전공하고, 1903년(광무 7년) 전악에 임명되었고, 1913년엔 아악수장(雅樂手長), 1932년엔 아악사(雅樂師)를 역임했다. 피리에 뛰어났고, 아악부원 양성소(雅樂部員養成所) 주임교수로 있었다.

## 참고 자료
- 최순영 - 한국민족문화대백과사전
- 이 문서에는 다음커뮤니케이션(현 카카오)에서 GFDL 또는 CC-SA 라이선스로 배포한 글로벌 세계대백과사전의 내용을 기초로 작성된 글이 포함되어 있습니다.